# Поліпоральні
Поліпоральні (Polyporales) (раніше відомі як Aphyllophorales) — порядок грибів класу агарикоміцети. Представники порядку є руйнівниками деревини, і займають важливе місце в екології лісу. В той же час, викликаючи гниття деревини, вони можуть наносити шкоду лісництву.